# Muelle de New Brighton

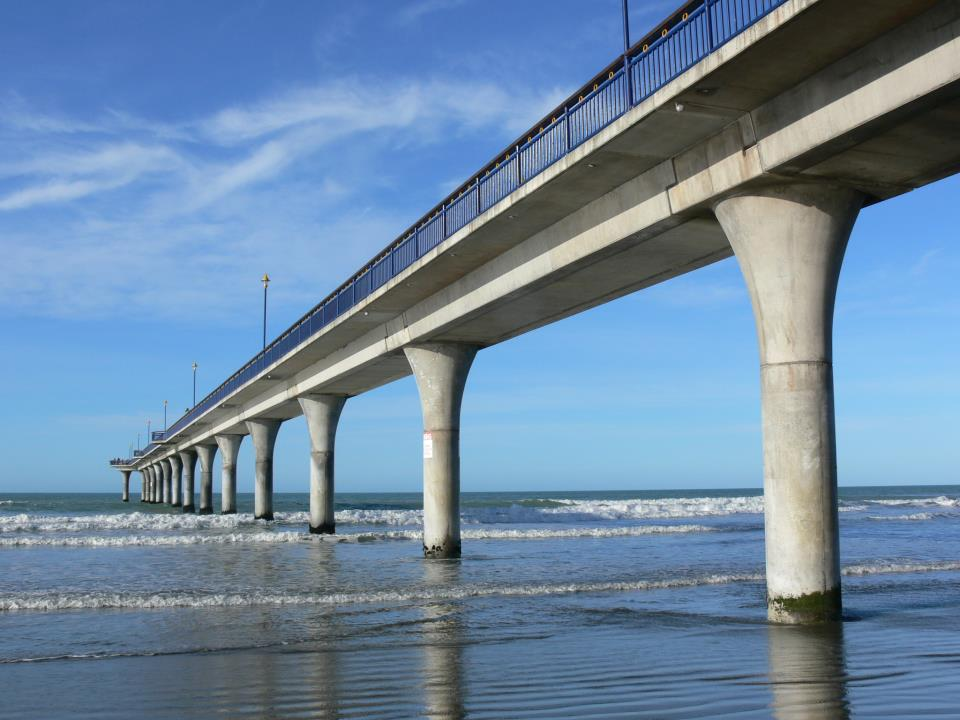
El segundo muelle de New Brighton.

A lo largo de su historia la localidad de New Brighton, en Nueva Zelanda ha tenido dos muelles. El primer muelle, construido de madera, fue inaugurado en enero de 1894 y fue demolido en octubre de 1965. El muelle actual fue inaugurado en noviembre de 1997. Es uno de los íconos de Christchurch.

## Primer muelle

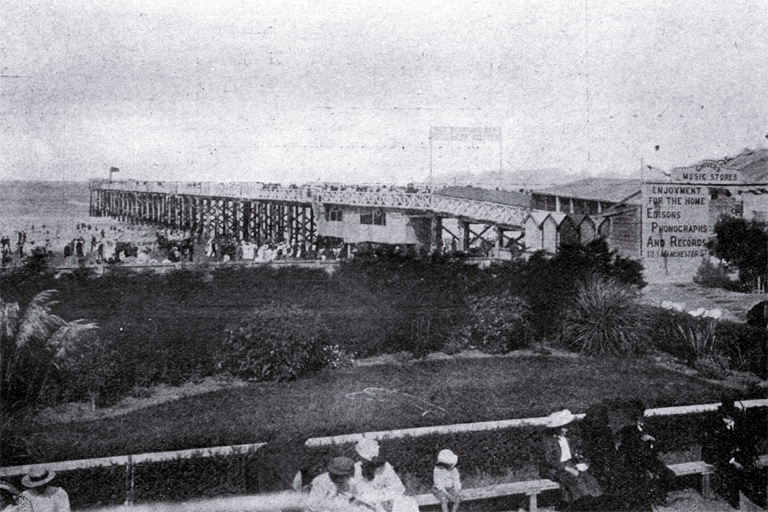
El muelle en 1909.

El primer muelle era de madera. Su construcción comenzó en 1891 y fue inaugurado por el Gobernador general de Nueva Zelanda, Lord Glasgow, el 18 de enero de 1894. El muelle medía 215 m de largo. El proyecto contemplaba construir una plazoleta octogonal en el extremo del muelle con un edificio importante, pero ello nunca se llevó a cabo. Con el paso del tiempo, el muelle se pudrió. El consejo de la ciudad ordenó demoler el muelle, lo cual se realizó el 12 de octubre de 1965 durante la marea baja.

## Segundo muelle
Durante 30 años la comunidad de New Brighton realizó acciones para que se construyera un nuevo muelle. La Pier and Foreshore Society que había realizado campañas para salvar el muelle original, continuó haciendo lobby ahora por un nuevo muelle. Cuando hubieron reunido 2 millones de NZ$, el  Consejo de la ciudad de Christchurch autorizó financiar otro monto similar y se diseñó un nuevo muelle de hormigón armado. El nuevo muelle se ubicó exactamente en el mismo sitio que el antiguo muelle, y fue inaugurado el 1 de noviembre de 1997. Mide 300 m de largo, lo cual lo convierte en el muelle más largo de Australasia. El muelle de New Brighton Pier es un ícono de New Brighton y posteriormente ícono de Christchurch después de que el terremoto de febrero del 2011 produjo importantes daños a la catedral de Christchurch. 
En la actualidad el muelle de New Brighton es sede de varios eventos, incluyendo competencias de patinaje sobre el muelle y las celebraciones anuales fuegos de artificio de Guy Fawkes que se realizan cada 5 de noviembre. El muelle sufrió algunos daños en los diversos terremotos, y ello fue exacerbado por el terremoto de Christchurch del 2016. Las reparaciones comenzaron en 2016, y se extendieron 18 meses hasta su reapertura en 2018.

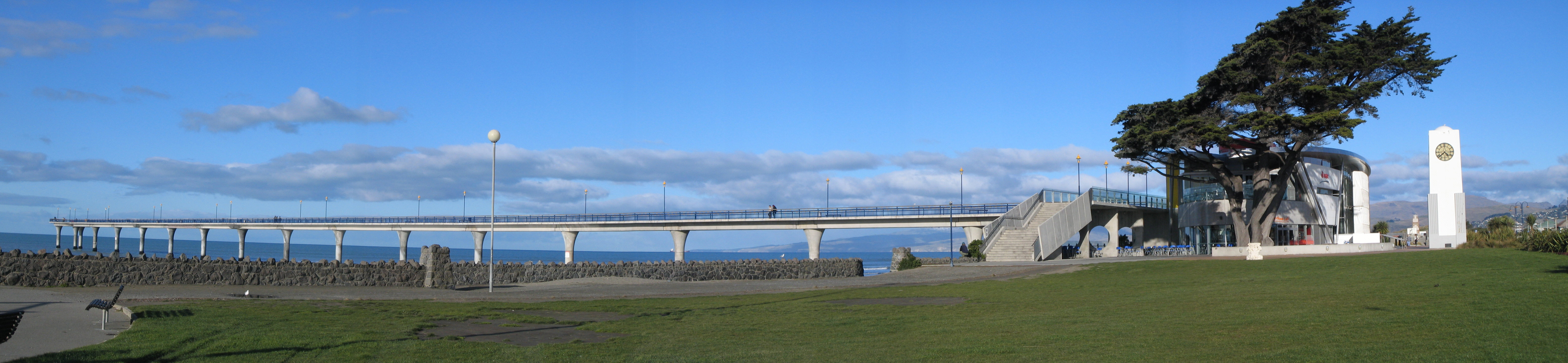
Vista del muelle.